# Cunel
Cunel ist eine französische Gemeinde mit 22 Einwohnern (Stand: 1. Januar 2022) im Département Meuse in der Region Grand Est (vor 2016: Lothringen). Die Gemeinde gehört zum Arrondissement Verdun, zum Kanton Clermont-en-Argonne und zum Gemeindeverband Pays de Stenay et du Val Dunois.

## Geographie
Cunel liegt etwa 31 Kilometer nordwestlich von Verdun.
Umgeben wird Cunel von den Nachbargemeinden Bantheville im Nordwesten und Norden, Cléry-le-Grand im Norden und Nordosten, Brieulles-sur-Meuse im Osten, Nantillois im Südosten und Süden, Cierges-sous-Montfaucon im Süden und Südwesten sowie Romagne-sous-Montfaucon im Westen.

## Bevölkerungsentwicklung
| Jahr                       | 1962 | 1968 | 1975 | 1982 | 1990 | 1999 | 2006 | 2011 | 2019 |
| Einwohner                  | 51   | 61   | 48   | 40   | 31   | 18   | 16   | 14   | 17   |
| Quellen: Cassini und INSEE |      |      |      |      |      |      |      |      |      |

## Sehenswürdigkeiten
- Kirche Saint-Christophe, 1878 errichtet, in den 1920er Jahren wieder errichtet

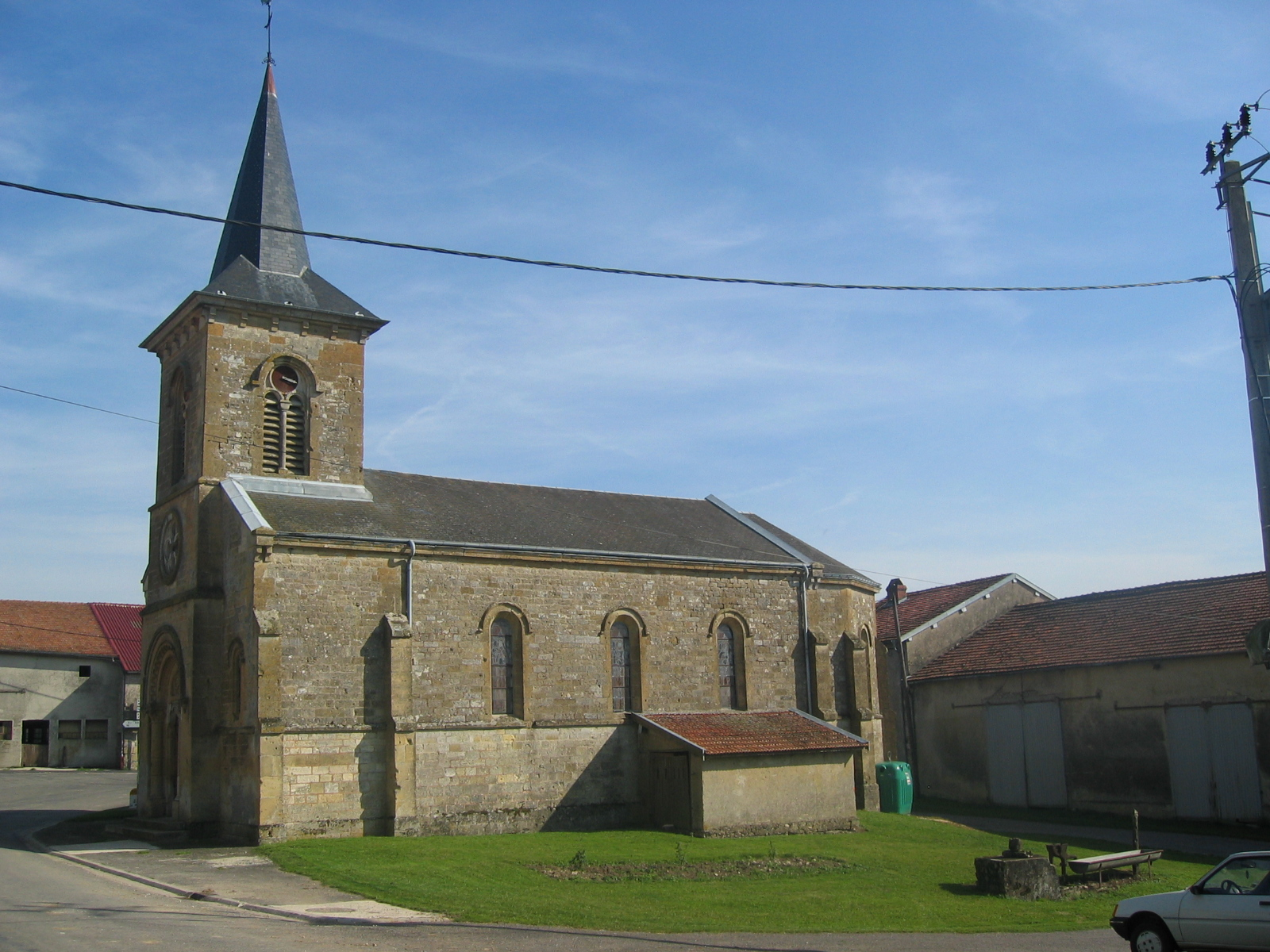
Kirche Saint-Christophe